# Ріо-Делл (Каліфорнія)
Ріо-Делл (англ. Rio Dell) — місто (англ. city) в США, в окрузі Гумбольдт штату Каліфорнія. Населення — 3379 осіб (2020).

## Географія
Ріо-Делл розташоване за координатами 40°29′44″ пн. ш. 124°6′54″ зх. д. / 40.49556° пн. ш. 124.11500° зх. д. (40.495591, -124.114930).  За даними Бюро перепису населення США в 2010 році місто мало площу 6,26 км², з яких 5,91 км² — суходіл та 0,35 км² — водойми.

### Клімат
| Клімат : Ріо-Делл       | Клімат : Ріо-Делл | Клімат : Ріо-Делл | Клімат : Ріо-Делл | Клімат : Ріо-Делл | Клімат : Ріо-Делл | Клімат : Ріо-Делл | Клімат : Ріо-Делл | Клімат : Ріо-Делл | Клімат : Ріо-Делл | Клімат : Ріо-Делл | Клімат : Ріо-Делл | Клімат : Ріо-Делл | Клімат : Ріо-Делл |
| Показник                | Січ.              | Лют.              | Бер.              | Квіт.             | Трав.             | Черв.             | Лип.              | Серп.             | Вер.              | Жовт.             | Лист.             | Груд.             | Рік               |
| Абсолютний максимум, °C | 24,4              | 27,8              | 30,0              | 32,2              | 36,1              | 36,7              | 38,9              | 35,6              | 36,7              | 36,1              | 27,2              | 22,8              | 38,9              |
| Середній максимум, °C   | 12,9              | 14,1              | 14,7              | 15,7              | 17,3              | 19,1              | 20,6              | 21,3              | 21,6              | 19,6              | 15,8              | 13,1              | 17,2              |
| Середня температура, °C | 8,8               | 9,7               | 10,2              | 11,3              | 13,1              | 14,8              | 16,1              | 16,5              | 16,1              | 14,2              | 11,3              | 9,1               | 12,6              |
| Середній мінімум, °C    | 4,6               | 5,3               | 5,9               | 6,8               | 8,7               | 10,6              | 11,6              | 11,7              | 10,5              | 8,8               | 6,8               | 5,1               | 8,0               |
| Абсолютний мінімум, °C  | −6,7              | −5                | −1,7              | 0,0               | 0,6               | 4,4               | 4,4               | 5,0               | 2,8               | −2,2              | −2,8              | −8,3              | 5,0               |
| Норма опадів, мм        | 224               | 191               | 165               | 89                | 43                | 15                | 3                 | 5                 | 15                | 76                | 163               | 234               | 1222              |
| Днів з опадами          | 16                | 15                | 15                | 12                | 9                 | 5                 | 2                 | 2                 | 3                 | 8                 | 14                | 16                | 117               |
| ----------------------- | ----------------- | ----------------- | ----------------- | ----------------- | ----------------- | ----------------- | ----------------- | ----------------- | ----------------- | ----------------- | ----------------- | ----------------- | ----------------- |
| Джерело:                |                   |                   |                   |                   |                   |                   |                   |                   |                   |                   |                   |                   |                   |

## Демографія
Згідно з переписом 2010 року, у місті мешкало 3368 осіб у 1367 домогосподарствах у складі 844 родин. Густота населення становила 538 осіб/км².  Було 1442 помешкання (230/км²).
Расовий склад населення:
| - 85,9 % — білих - 3,7 % — корінних американців - 0,7 % — азіатів - 0,4 % — чорних або афроамериканців - 0,1 % — вихідців з тихоокеанських островів - 4,2 % — осіб інших рас |

До двох чи більше рас належало 5,0 %. Частка іспаномовних становила 11,4 % від усіх жителів.
За віковим діапазоном населення розподілялося таким чином: 23,8 % — особи молодші 18 років, 63,0 % — особи у віці 18—64 років, 13,2 % — особи у віці 65 років та старші. Медіана віку мешканця становила 38,3 року. На 100 осіб жіночої статі у місті припадало 96,7 чоловіків;  на 100 жінок у віці від 18 років та старших — 91,7 чоловіків також старших 18 років.
Середній дохід на одне домашнє господарство  становив 48 013 долари США (медіана — 38 400), а середній дохід на одну сім'ю — 56 495 доларів (медіана — 39 550). За межею бідності перебувало 16,7 % осіб, у тому числі 12,6 % дітей у віці до 18 років та 9,9 % осіб у віці 65 років та старших.
Цивільне працевлаштоване населення становило 1296 осіб. Основні галузі зайнятості: освіта, охорона здоров'я та соціальна допомога — 21,3 %, будівництво — 16,4 %, сільське господарство, лісництво, риболовля — 13,4 %, роздрібна торгівля — 13,3 %.